# ختاره
ختاره (Khatārah), (بالكردية: Ḧetare)‏بدلا من ذلك كتابة Hatarah) هي قرية تقع في شمال العراق. وهي تقع على بعد  50 كيلومتر (31 ميل)إلى الشمال من الموصل. غالبية سكان منطقة ختاره من الطائفة اليزيدية.